# Nora Bossong
Nora Bossong (Bremen, 9 de janeiro de 1982) é uma escritora alemã.
Nora Bossong mora em Berlim.

## Prêmios e condecorações
- 2007 Prêmio Wolfgang Weyrauch
- 2011 Berliner Kunstpreis
- 2012 Prêmio Peter Huchel

## Publicações
- Gesellschaft mit beschränkter Haftung (Limited liability company), novel, Hanser, Munich 2012, ISBN 978-3-446-23975-3[2]
- Sommer vor den Mauern: Gedichte, (Summer before the walls), poetry, Carl Hanser Verlag, Munich 2011 ISBN 3-446-23629-5 .
- Webers Protokoll (Weber's protocol), novel, Frankfurter Verlagsanstalt, 2009, ISBN	9783627001599
- Location (audio CD), Munich-Spring-Verlag, München 2009.
- Reglose Jagd: Gedichte (Motionless hunting), poems, ISBN 3-933-15688-2 .
- Gegend: Roman, (Area), novel, Frankfurter Verlags-Anst., 2006, ISBN 9783627001360
- literaturWERKstatt, ed. (2003). «Fischeköpfe». 11. Open Mike, Volume 11. [S.l.]: BUCH&media. ISBN 9783865200389